# Ruch (organizacja)
Ruch – największa działająca w Polskiej Rzeczypospolitej Ludowej w latach 1965–1970 konspiracyjna organizacja demokratyczna.

## Program
„Ruch” powstał w połowie lat 60. XX wieku. Na IV Zjeździe, w styczniu 1969 r. przyjął deklarację programową Mijają lata (jej autorami byli Stefan Niesiołowski, Andrzej Czuma oraz Emil Morgiewicz)  Współzałożycielem organizacji był także cichociemny Marian Gołębiewski. Podstawowym elementem programu „Ruchu” była walka o demokrację. Jego działacze zdecydowanie odrzucali komunizm i nie uznawali PRL za legalne państwo polskie. Nie próbowali więc, w przeciwieństwie do innych środowisk opozycyjnych, działać na rzecz reformy i demokratyzacji PRL, uważali, że dopiero na jej gruzach należy budować niepodległe państwo: demokratyczne, niezależne od Związku Radzieckiego, gwarantujące przestrzeganie praw człowieka. Postulowali wręcz wprowadzenie zakazu działalności partii o programie totalitarnym, faszystowskim, partii głoszących nienawiść klasową i walkę klas. Przewidywali, że do wyzwolenia Polski dojdzie w przyszłości na drodze masowych wystąpień społecznych. Do założycieli „Ruchu”, poza autorami deklaracji, należeli Marian Gołębiewski i Benedykt Czuma. W okresie największej aktywności organizacja liczyła ok. 100 członków.

## Działalność
Jednym z istotniejszych przejawów działalności grupy było wydawanie własnych pism: pierwszych, które po 1956 r. drukowano poza cenzurą. We wrześniu 1969 r. zaczął się ukazywać „Biuletyn”, pojawiło się też, choć na krótko, drugie pismo – „Informator”.
Ponieważ niemożliwe było zdobycie narzędzi technicznych do prowadzenia działalności wydawniczej legalnymi środkami, działacze „Ruchu”, zainspirowani tradycją Armii Krajowej, zdecydowali się na akcje ekspropriacyjne. W latach 1969–1970 zdobyto kilka powielaczy i maszyn do pisania, wynosząc je z budynków różnych instytucji państwowych.
Niektórzy członkowie podejmowali nieoficjalnie (poza działaniami planowanymi i aprobowanymi przez organizację) akcje wzorowane na małym sabotażu – głównie malując na murach antykomunistyczne napisy. Do najbardziej spektakularnych działań tego rodzaju należało zrzucenie z Rysów tablicy poświęconej Włodzimierzowi Leninowi. Dokonali tego w sierpniu 1968 r. Stefan Niesiołowski i Benedykt Czuma.
Wiosną 1970 kierownictwo „Ruchu” postanowiło demonstracyjnie zniszczyć Muzeum Lenina w Poroninie, urządzone ku czci wodza rewolucji październikowej. Decyzja była częściowo efektem spóźnienia pociągu jadącego z Łodzi do Warszawy. Podczas nieobecności przeciwnego akcji lecz spóźnionego Benedykta Czumy, Emil Morgiewicz i Andrzej Czuma zostali przegłosowani przez zwolenników działań zewnętrznych: Stefana Niesiołowskiego, Mariana Gołębiewskiego i Bolesława Stolarza.
Akcja ta była przygotowywana i zaplanowana przy ulicy Greckiej na warszawskiej Saskiej Kepie jako protest przeciwko oficjalnym uroczystym obchodom setnej rocznicy urodzin Lenina (zwanej potocznie SRUL-em), które władze PRL wyznaczyły na 21 czerwca.

## Dekonspiracja, rozbicie i procesy
Organizacja zdekonspirowana została 10 czerwca 1970 w wyniku donosu uczestnika Duszpasterstwa Akademickiego w Gdańsku Sławomira Daszuty złożonego Służbie Bezpieczeństwa. Daszuta nawiązał współpracę jako Tajny Współpracownik o kryptonimie „Sławek” i podjął próbę rozpracowania całości organizacji. Ponadto 6 czerwca 1971 SB otrzymała komplet „Biuletynów” i deklarację „Mijają lata...” od TW „Wanda” (Anna Rozwadowska-Kucharska) z Warszawy, a 13 czerwca 1971 jeden egzemplarz „Biuletynu” od Stefana Leśniaka z Lublina.
16 maja 1970 dyrektor Departamentu IV MSW zawiadomił o rozpracowywaniu organizacji kierownictwo PZPR i MSW. Dzięki informacjom zebranym od tajnych współpracowników oraz aparaturze podsłuchowej SB ustaliła, że Ruch zamierza przeprowadzić nieokreśloną akcję sabotażową. W związku z tym władze komunistyczne podjęły decyzję o likwidacji organizacji.
Aresztowania rozpoczęły się w przeddzień planowanej Akcji „Poronin” o świcie 20 czerwca 1970 i objęły początkowo 25 osób. W ciągu następnych miesięcy aresztowano łącznie ponad 100 osób w Warszawie, Łodzi, Gdańsku, Lublinie, Wrocławiu i Bydgoszczy.
Podczas śledztwa składania zeznań odmówili: Andrzej Czuma, Hubert Czuma, Łukasz Czuma i Jan Kapuściński. Pozostali aresztowani w różnym stopniu ujawniali SB okoliczności funkcjonowania Ruchu. Stefan Niesiołowski wyjaśnił wszystkie fakty i okoliczności związane z organizacją „Ruch”.
Do połowy 1971 r. władze PRL podjęły decyzję o wypuszczeniu kilkudziesięciu aresztowanych osób. Pozostałe 32 osoby oskarżone zostały o próbę obalenia ustroju socjalistycznego siłą, przynależność do związku, którego istnienie, ustrój i cel miał pozostać tajemnicą wobec organów państwowych oraz o udział w akcjach ekspropriacyjnych.
Ostatni proces, przeprowadzono w dniach 21 września – 23 października 1971 r. w Warszawie, objął przywódców organizacji. Otrzymali za prowadzenie przygotowań do obalenia w przyszłości przemocą ustroju socjalistycznego w PRL oraz liczne przestępstwa kryminalne (według komunikatu PAP), następujące wyroki pozbawienia wolności:
- Andrzej Czuma – 7 lat,
- Stefan Niesiołowski – 7 lat,
- Benedykt Czuma – 6 lat,
- Marian Gołębiewski – 4,5 roku,
- Bolesław Stolarz – 4,5 roku,
- Emil Morgiewicz – 4 lata.

Były to najwyższe wyroki, jakie od 1956 r. wydano za działalność polityczną.
Oficjalne gazety mogły drukować tylko informacje zawarte w enigmatycznym komunikacie PAP. Wszystkie inne wiadomości o procesie i samej organizacji objęte były cenzurą. W istocie akt oskarżenia obejmował także (poza przygotowaniami do obalenia siłą ustroju) zarzut wydawania nielegalnej prasy, zrzucenia z Rysów tablicy ku czci Lenina (tylko za ten jeden punkt prokurator zażądał roku więzienia), zamiar wysadzenia pomnika Lenina. Jako przestępstwa kryminalne, o których wspomina komunikat, potraktowano przede wszystkim nielegalne zdobywanie powielaczy i maszyn do pisania.
We wcześniejszych procesach skazano:
Marka Niesiołowskiego i Wiesława Kęcika na 3,5 roku pozbawienia wolności, Stefana Turschmida na 2,5 roku, Elżbietę Nagrodzką, Jana Kapuścińskiego, Wojciecha Mantaja, Jacka Bartkowiaka, Grzegorza Dzięgielewskiego, Marzenę Górszczyk, Janusza Krzyżewskiego i Wiesława Kurowskiego na 2 lata więzienia, Janusza Kenica na 20 miesięcy, Marka Kruzerowskiego i Edwarda Piotrowskiego na 1,5 roku, Adama Więckowskiego, Jana Długołęckiego i Wojciecha Majdę na rok, Andrzeja Woźnickiego na 10 miesięcy więzienia, a Joannę Szczęsną, Barbarę Wińczyk, Mirosławę Grabowską, Wojciecha Drozdka, Jerzego Bergiela, Lucynę Paszkowską, Czciborę Iżycką i Jacka Bierezina na kary w zawieszeniu.

## Apele i interwencje
W obronie oskarżonych wystosowano do ministra sprawiedliwości tzw. List 17, który podpisali: Jerzy Andrzejewski, Jacek Bocheński, Andrzej Braun, W. Dąbrowski, Jerzy Ficowski, Zbigniew Herbert, Anna Kamieńska, Andrzej Kijowski, Tadeusz Konwicki, Igor Newerly, Marek Nowakowski, Agnieszka Osiecka, Jarosław Marek Rymkiewicz, Wiktor Woroszylski.
Interwencję podjął także prezes Kongresu Polonii Amerykańskiej, Alojzy Antoni Mazewski. Z inicjatywy m.in. Jana Olszewskiego wystosowano kolejny list, do Rady Państwa. Podpisali go, poza sygnatariuszami Listu 17, także Maria Ossowska i Marian Falski. Z prośbą o ułaskawienie, popartą przez kardynałów: Stefana Wyszyńskiego i Karola Wojtyłę, zwróciła się matka braci Czumów.

## Epilog
Ostatni skazani opuścili więzienia jesienią 1974 roku na mocy amnestii. Aresztowania w 1970 r. położyły kres działalności „Ruchu”. Wielu spośród jego członków zaangażowało się później w działalność Ruchu Obrony Praw Człowieka i Obywatela i innych organizacji opozycyjnych.
W 1996 r. Sąd Najwyższy umorzył, po kasacji, sprawy Mariana Gołębiewskiego i Bolesława Stolarza. 14 stycznia 2002 r. uniewinnił zaś Andrzeja i Benedykta Czumów, Stefana Niesiołowskiego i Emila Morgiewicza, z zarzutu „przygotowań do obalenia przemocą ustroju PRL”, uwzględniając kasację, o którą wystąpił w 2000 r. ówczesny prokurator generalny, Lech Kaczyński. Kasacja nie obejmowała pozostałych zarzutów, a zatem sąd nie mógł się do nich ustosunkować.